# العلاقات الصومالية الليتوانية
العلاقات الصومالية الليتوانية هي العلاقات الثنائية التي تجمع بين الصومال وليتوانيا.

## مقارنة بين البلدين
هذه مقارنة عامة ومرجعية للدولتين:
| وجه المقارنة                                              | الصومال                        | ليتوانيا                                                    |
| --------------------------------------------------------- | ------------------------------ | ----------------------------------------------------------- |
| المساحة (كم2)                                             | 637.66 ألف                     | 65.30 ألف                                                   |
| عدد السكان (نسمة)                                         | 14.74 مليون                    | 2.79 مليون                                                  |
| الكثافة السكانية (ن./كم²)                                 | 23.12                          | 42.73                                                       |
| العاصمة                                                   | مقديشو                         | فيلنيوس، كاوناس                                             |
| اللغة الرسمية                                             | اللغة الصومالية، اللغة العربية | اللغة الليتوانية                                            |
| العملة                                                    | شلن صومالي                     | ليتاس ليتواني، يورو                                         |
| الناتج المحلي الإجمالي (بليون دولار)                      | 7.37 مليار                     | 47.17 مليار                                                 |
| الناتج المحلي الإجمالي (تعادل القوة الشرائية) بليون دولار |                                | 84.06 مليار                                                 |
| الناتج المحلي الإجمالي الاسمي للفرد دولار أمريكي          | 549                            | 14.15 ألف                                                   |
| الناتج المحلي الإجمالي للفرد دولار أمريكي                 |                                | 27.69 ألف                                                   |
| مؤشر التنمية البشرية                                      |                                | 0.839                                                       |
| رمز المكالمات الدولي                                      | +252                           | +370                                                        |
| رمز الإنترنت                                              | .so                            | .lt                                                         |
| المنطقة الزمنية                                           | ت ع م+03:00                    | ت ع م+02:00، ت ع م+03:00، أوروبا/فيلنيوس ‏، توقيت شرق أوروبا |

## منظمات دولية مشتركة
يشترك البلدان في عضوية مجموعة من المنظمات الدولية، منها:
| علم المنظمة | اسم المنظمة                               | تاريخ انضمام الصومال | تاريخ انضمام ليتوانيا |
| ----------- | ----------------------------------------- | -------------------- | --------------------- |
|             | مؤسسة التنمية الدولية                     | 31 أغسطس 1962        | 23 سبتمبر 2011        |
|             | يونسكو                                    | 15 نوفمبر 1960       | 7 أكتوبر 1991         |
|             | الأمم المتحدة                             | 20 سبتمبر 1960       | 17 سبتمبر 1991        |
|             | الاتحاد البريدي العالمي                   | ?                    | ?                     |
|             | البنك الدولي للإنشاء والتعمير             | 31 أغسطس 1962        | 6 يوليو 1992          |
|             | الاتحاد الدولي للاتصالات                  | 28 سبتمبر 1962       | 1 يوليو 1923          |
|             | منظمة حظر الأسلحة الكيميائية              | ?                    | ?                     |
|             | مؤسسة التمويل الدولية                     | 31 أغسطس 1962        | 15 يناير 1993         |
|             | المركز الدولي لتسوية المنازعات الاستشارية | 30 مارس 1968         | 5 أغسطس 1992          |
|             | منظمة الشرطة الجنائية الدولية             | ?                    | ?                     |

## وصلات خارجية
- موقع وزارة الخارجية الصومالية
- موقع وزارة الخارجية الليتوانية